# Baszta Dziewicza w Baku
Baszta Dziewicza w Baku (azer. Qız Qalası) – zabytkowa baszta w Baku, stolicy Azerbejdżanu. Jest jednym z symboli miasta. Stoi na wschodnich obrzeżach Starego Miasta, bezpośrednio nad przebiegającym poniżej ruchliwym prospektem Nafciarzy.
W roku 2000 obiekt (wraz ze Starym Miastem i pałacem szachów Szyrwanu) został umieszczony na Liście Światowego Dziedzictwa UNESCO.
Krótko po wpisie, w listopadzie 2000 doszło w Azerbejdżanie do trzęsienia ziemi, które uszkodziło basztę. W latach 2003–2009 znajdowała się ona na liście dziedzictwa zagrożonego.

## Historia
Wieżę zbudowano w XII wieku na znacznie starszych fundamentach, sięgających 15 m w głąb ziemi. Dawniej stała na samym brzegu, jednak wskutek obniżania się poziomu Morza Kaspijskiego linia brzegowa znacznie się cofnęła. Istnieją różne opinie dotyczące przeznaczenia, jak i okresu, w którym zbudowano pierwszą budowlę w tym miejscu. Niektórzy z naukowców przypuszczają, że wieża została zbudowana w dwóch różnych okresach. Zgodnie z tym przypuszczeniem dolna część wieży ze ścianami do 12 metrów jest starsza i pochodzi z VIII-VII wieku p.n.e. Górna część otoczona prążkowanym kamieniem powstała później.
Według jednej z wersji dotyczącej przeznaczenia wieży powstała ona w IV-VI wieku jako element świątyni zoroastriańskiej. Inni twierdzą, że istniało tu obserwatorium astronomiczne, a tezę tę ma potwierdzać wysunięta na wschód wąska przybudówka nadająca wieży niepowtarzalny charakter. Prace archeologiczne sprzed kilkudziesięciu lat wykazały, że fundamenty były wzmocnione przez 14-metrowej długości drewniane dźwigary, które chroniły budowlę przed trzęsieniami ziemi.
Z nazwą zabytku wiąże się wiele legend. Jedna z nich mówi, że wieża została zbudowana przez szacha dla swojej ukochanej. Kiedy jednak wybranka dowiedziała się, że jest córką tegoż szacha, rzuciła się z wieży do morza. Istnieje wersja, że wieża była pierwotnie nazywana „Ghuz Qala” i stanowiła świątynię boga ognia, który jest czczony przez turkijskie plemiona. W ciągu wieków ludzie tworzyli różne legendy i historie o wspaniałości i odległej przeszłości tego starożytnego obiektu. Możliwe, że nazwa Wieża „Ghuz” zmieniła w tych legendach i przyjęła formę Wieży „Qız”.
W najwyższej części baszty znaleziono inskrypcje w piśmie kufickim z XII wieku, w której jako architekt przebudowy baszty widnieje niejaki Kubej Masud ibn Da'ud. Między innymi dzięki nim wiadomo, iż budowla w obecnym kształcie powstała w tym wieku i służyła jako główny element obronny miasta, bowiem w języku azerskim słowo Qız („dziewicza”) oznacza również „niedostępna”, co miało związek z charakterem obronnym budowli. W wieży mogło schronić się 200 ludzi, wewnątrz była spiżarnia i głęboka studnia. W 1858 wieżę przekształcono w latarnię morską dla statków wchodzących do bakijskiego portu, a w 1968 zamieniono ją w muzeum z ekspozycją poświęconą dziejom miasta (m.in. sporo archiwalnych zdjęć) oraz kolekcją etnograficzną.

## Opis
Wieżę zbudowano z kamienia wapiennego na występie przybrzeżnej skały. Ma cylindryczną formę o wysokości 29,5 m i średnicy 16,5 m, a grubość murów sięga od 5 m przy nasadzie do 3,2–4 m na górze. Wewnątrz wieża podzielona jest na 8 poziomów, każdy z nich nakryty jest kamienną kopułą z okrągłym otworem. Światło przenika tu z zewnątrz przez wąziutkie okna (strzelnice), rozszerzające się do wewnątrz. Wszystkie poziomy połączone są ślimakowatymi kamiennymi schodkami wyciosanymi w murze. Parter łączyła z piętrem przystawiana drabina, którą w razie niebezpieczeństwa wciągano na górę. W grubych murach wykuto też nisze, przez które przebiega rura z wypalanej gliny o średnicy 30 cm. We wnętrzu wieży znajduje się wykuta w skale studnia o głębokości 21 m. Sięgając warstwy gruntu zasobnej w słodką i czystą wodę (mimo bliskości morza) studnia zwiększała walory obronne baszty.
Przypuszcza się, że z dna studni Baszty Dziewiczej istnieje tajemne przejście podziemne prowadzące do Pałacu Szachów Szyrwanu. Pierwsze przejście podziemne zostało odkryte w wyniku dużych prac archeologicznych prowadzonych na wschodniej części Starego Miasta w roku 1982. Przejście to znajduje się we wschodniej części głównej ulicy prowadzącej z Bramy Szemahi (która była centralną ulicą handlową Baku w średniowieczu) do Bramy Salyan, przechodząc pod karawanserajem Multanı.

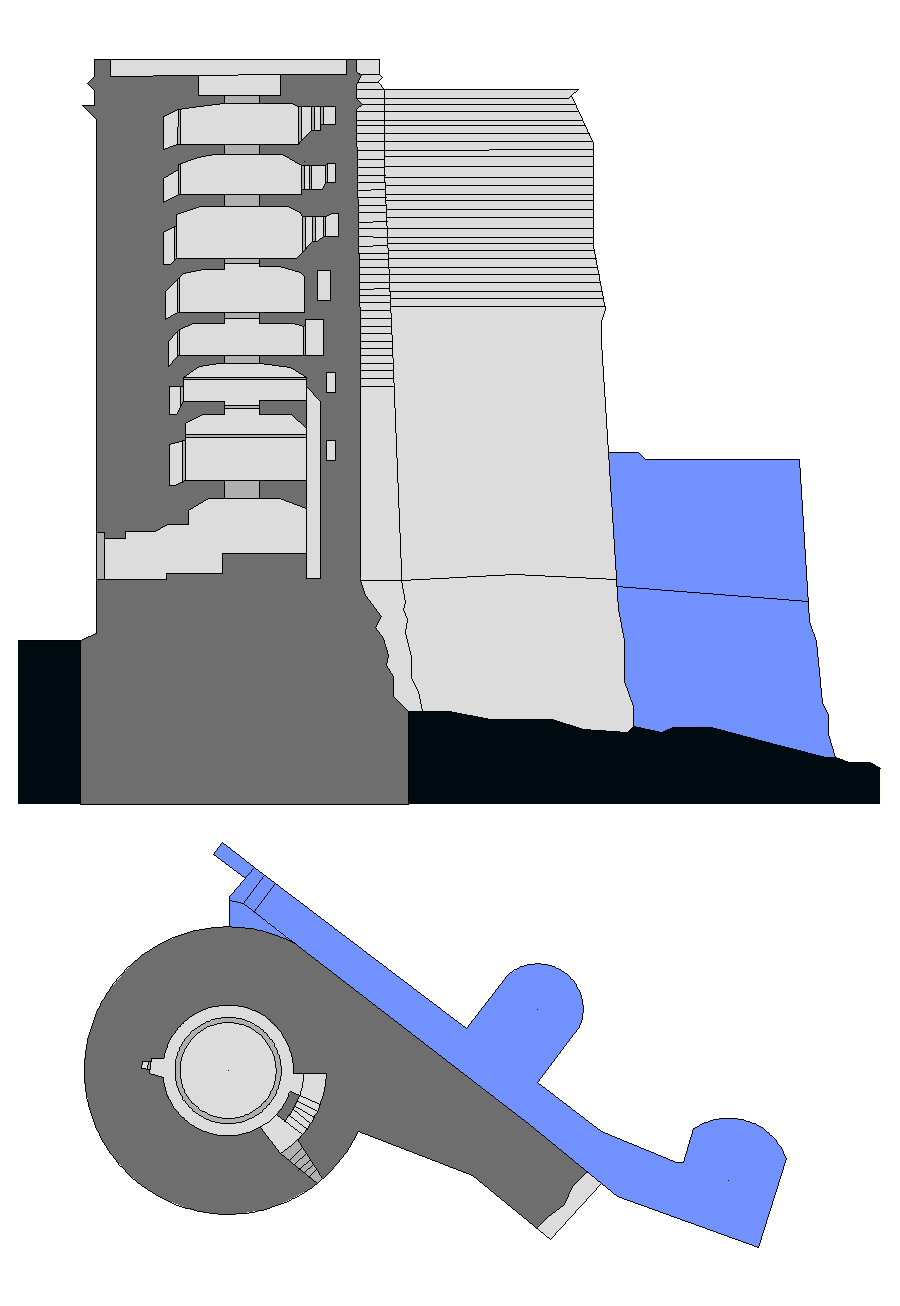
Schemat baszty
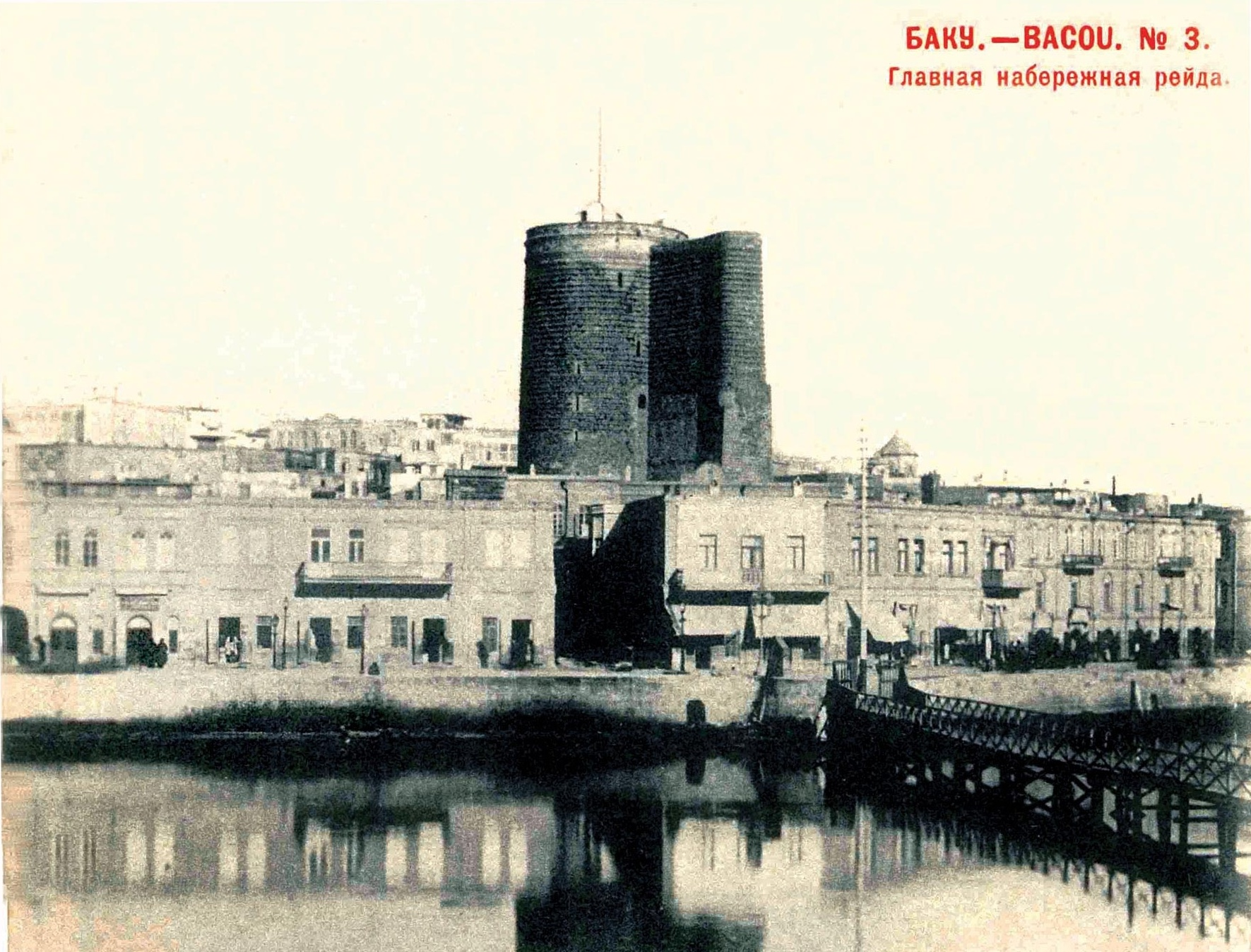
Pocztówka z początków XX w.
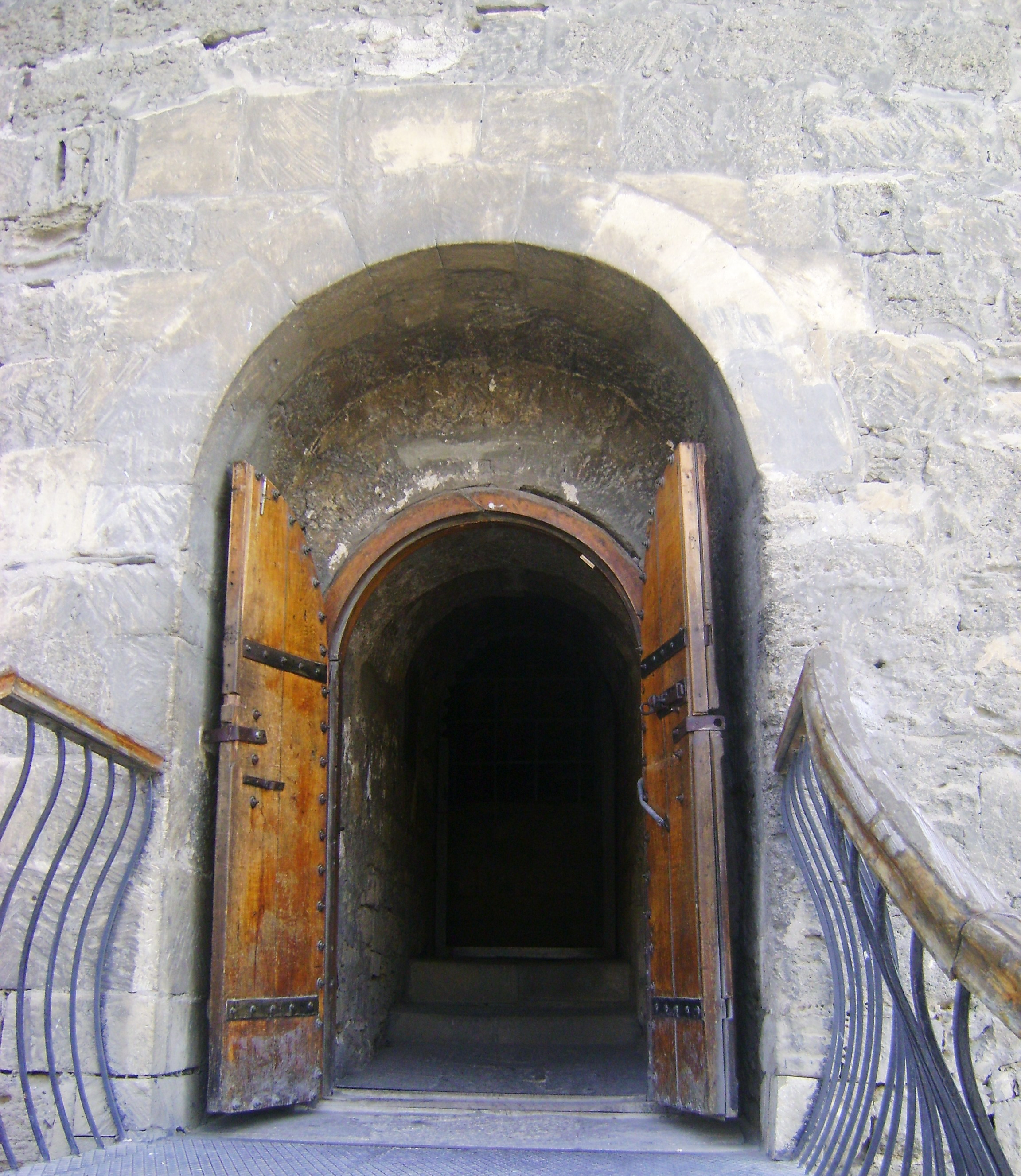
Wejście
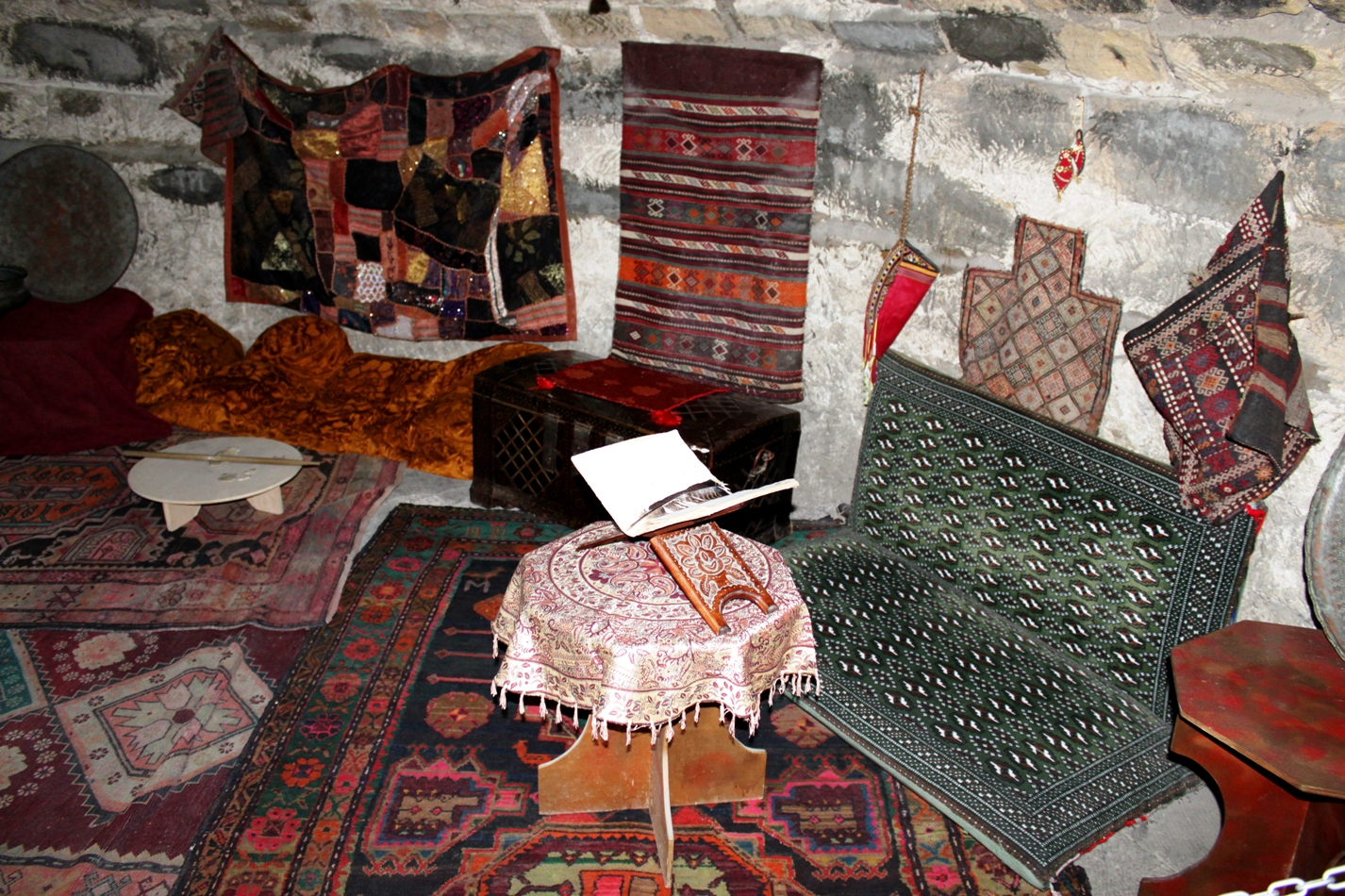
Część etnograficzna wewnątrz